# Desseling
Desseling (Duits: Disselingen)  is een gemeente in het Franse departement Moselle in de regio Grand Est. De gemeente telde 99 inwoners op 1 januari 2022.

## Geschiedenis
In 1790 werd de gemeente ingedeeld bij het departement Meurthe. Bij de Vrede van Frankfurt stond Frankrijk het gebied in 1871 af aan het Duitse Keizerrijk en werd het onderdeel van de Kreis Finstingen en het Bezirk Lotharingen onder de naam Disselingen.
In 1790 werd de gemeente ingedeeld bij het departement Meurthe. Bij de Vrede van Frankfurt stond Frankrijk het gebied in 1871 af aan het Duitse Keizerrijk en werd het onderdeel van de Kreis Finstingen en het Bezirk Lotharingen.
Toen na de Eerste Wereldoorlog het gebied weer Frans werd bleven de departementsgrenzen zoals ze waren na 1871 en werd het district opgenomen als het nieuwe departement Moselle.
De in 1871 opgeheven kantons en arrondissementen werden hersteld en Desseling werd weer onderdeel van het kanton Fénétrange en het arrondissement Sarrebourg.
Op 8 september 1973 fuseerde Desseling met Angviller-lès-Bisping, Bisping tot de gemeente Belles-Forêts maar op 1 januari 1986 werd Desseling weer een zelfstandige gemeente.
Het kanton Fénétrange werd op 22 maart 2015 opgeheven en de gemeente werd opgenomen in het kanton Sarrebourg.

## Geografie
De oppervlakte van Desseling bedraagt 5,05 vierkante kilometer; Op 1 januari 2022 was de bevolkingsdichtheid 19,6 inwoners per km².
De onderstaande kaart toont de ligging van Desseling met de belangrijkste infrastructuur en aangrenzende gemeenten.

## Demografie
Onderstaande figuur toont het verloop van het inwonertal.
Assenoncourt · Avricourt · Azoudange · Bébing · Belles-Forêts · Berthelming · Bettborn · Bickenholtz · Buhl-Lorraine · Desseling · Diane-Capelle · Dolving · Fénétrange · Fleisheim · Foulcrey · Fribourg · Gondrexange · Gosselming · Guermange · Haut-Clocher · Hellering-lès-Fénétrange · Hertzing · Hilbesheim · Hommarting · Ibigny · Imling · Kerprich-aux-Bois · Langatte · Languimberg · Mittersheim · Moussey · Niederstinzel · Oberstinzel · Postroff · Réchicourt-le-Château · Réding · Rhodes · Richeval · Romelfing · Saint-Georges · Saint-Jean-de-Bassel · Sarraltroff · Sarrebourg · Schalbach · Veckersviller · Vieux-Lixheim